# Passage Hulot
Le passage Hulot est une voie du 1er arrondissement de Paris, en France.

## Situation et accès
Le passage Hulot est situé dans le 1er arrondissement de Paris. Il débute au 31, rue de Montpensier et se termine au 34, rue de Richelieu.

## Origine du nom
Il tient son nom de M. Hulot, propriétaire des terrains sur lesquels elle a été ouverte.

## Historique
Ce passage a été créé en 1787.

## Pour approfondir